# Église Saint-Sébastien de Ponta Delgada

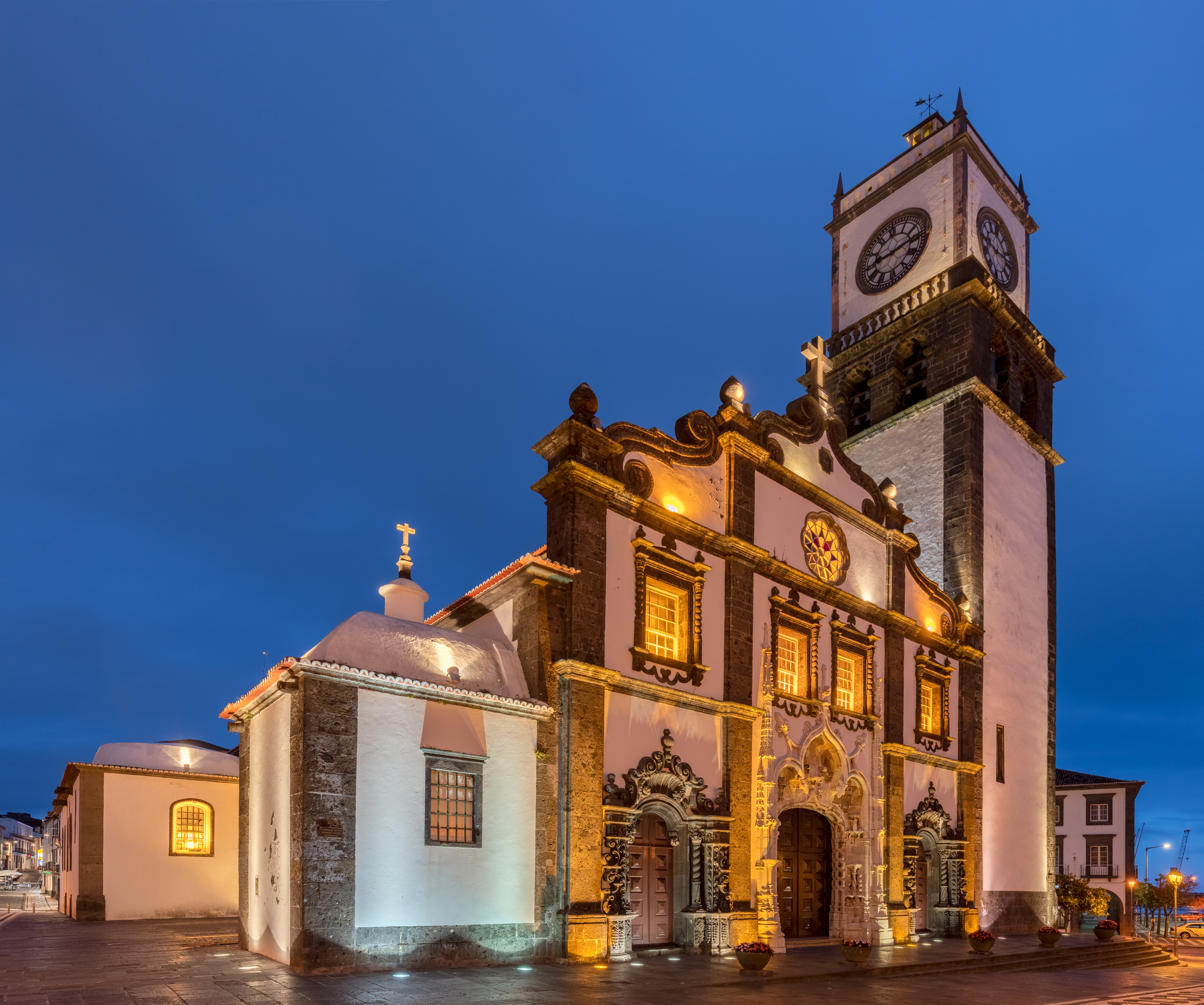
Église Saint-Sébastien, Ponta Delgada.

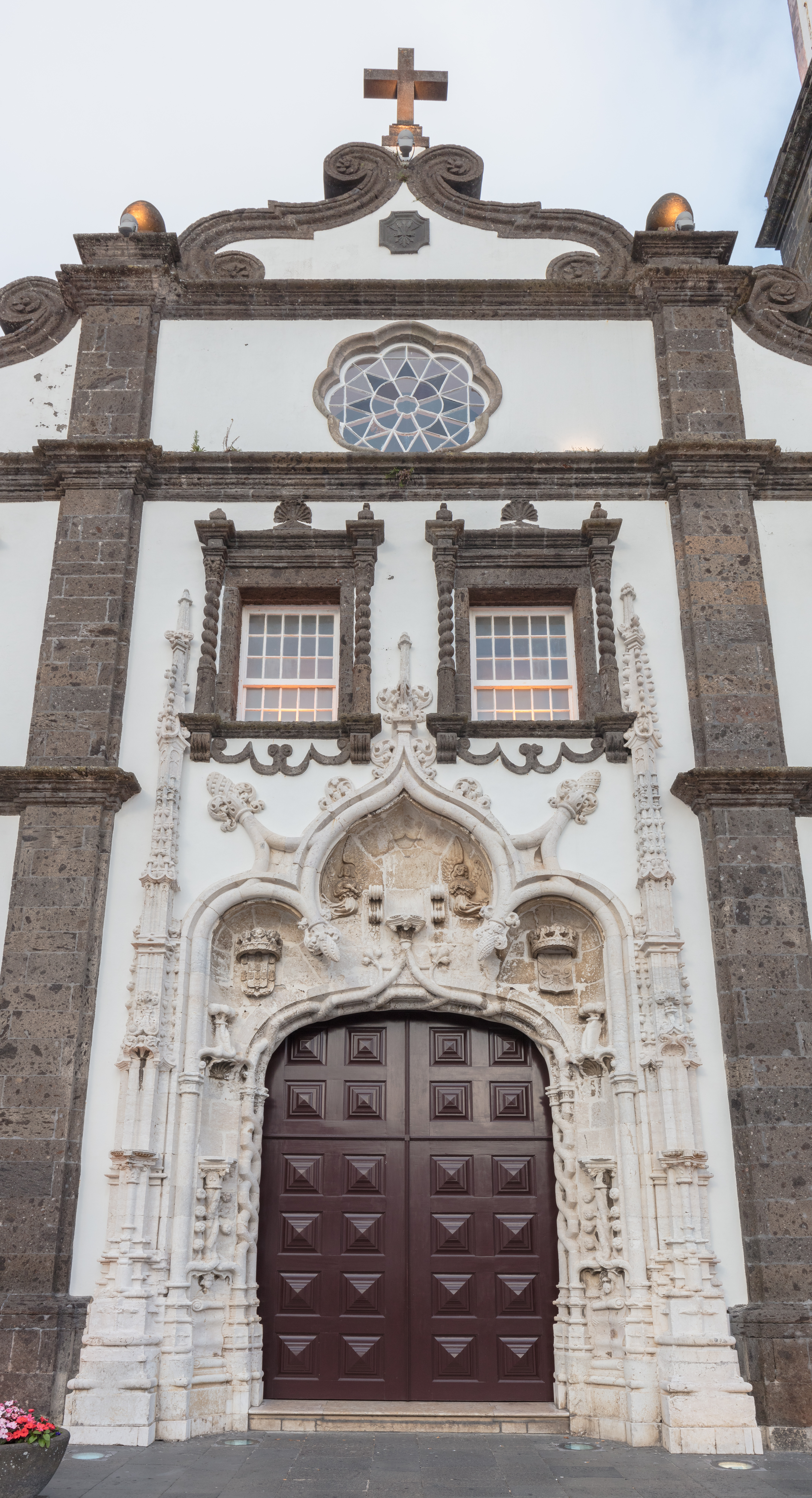
Église Saint-Sébastien : façade manuéline.

L'église Saint-Sébastien (portugais : Igreja de São Sebastião) est située dans la ville et municipalité de Ponta Delgada, sur l'île de São Miguel aux Açores. Elle se trouve dans la freguesia de São Sebastião.

## Histoire
Sa construction remonte à un ermitage invoquant Saint Sébastien, patron de la ville, érigé après une grande peste qui la ravagea, comme le mentionne le chroniqueur Gaspar Frutuoso dans Saudades da Terra.
Les travaux de l'église actuelle ont eu lieu entre 1531 et 1547, avec l'aide des rois João III et Sebastião I. C'est de cette époque que datent les magnifiques portails de style manuélin qui nous sont parvenus. Les portes latérales, de style baroque, sont en basalte des îles.
Il est classé Immeuble d'Intérêt Public le 17 avril 1953.

## Caractéristiques
Au fil des siècles, l'édifice a subi de profondes transformations, typiques du style gothique portugais, avec des détails manuélins et, plus tard, baroques. Au XVIe siècle, le clocher se dressait à l'angle nord-est. Dans la première moitié du XVIIIe siècle, l'édifice fait l'objet d'une vaste campagne de construction.
Le maître-autel était entièrement réalisé en boiserie dorée, avec de très riches panneaux d'azulejos.

## Galerie

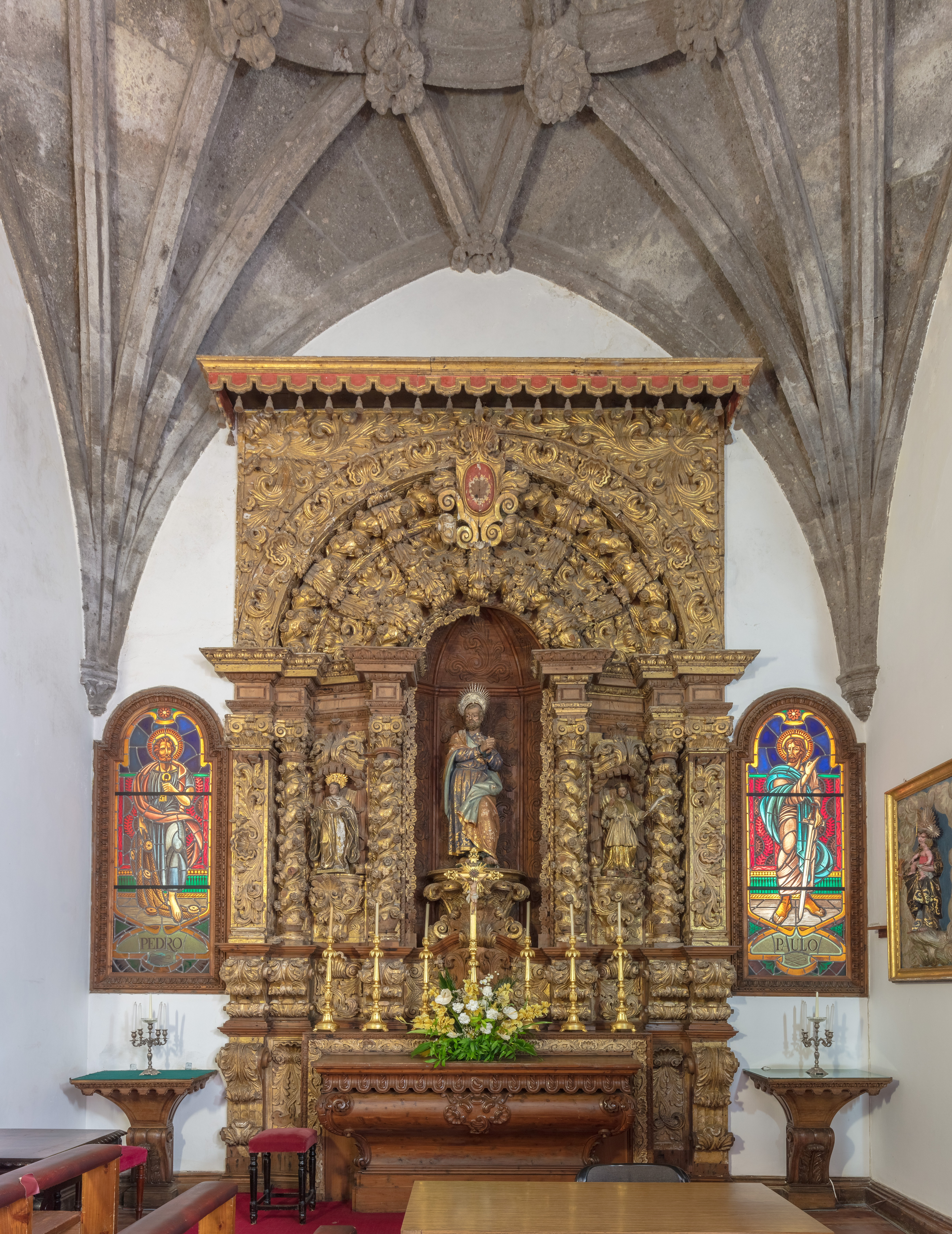
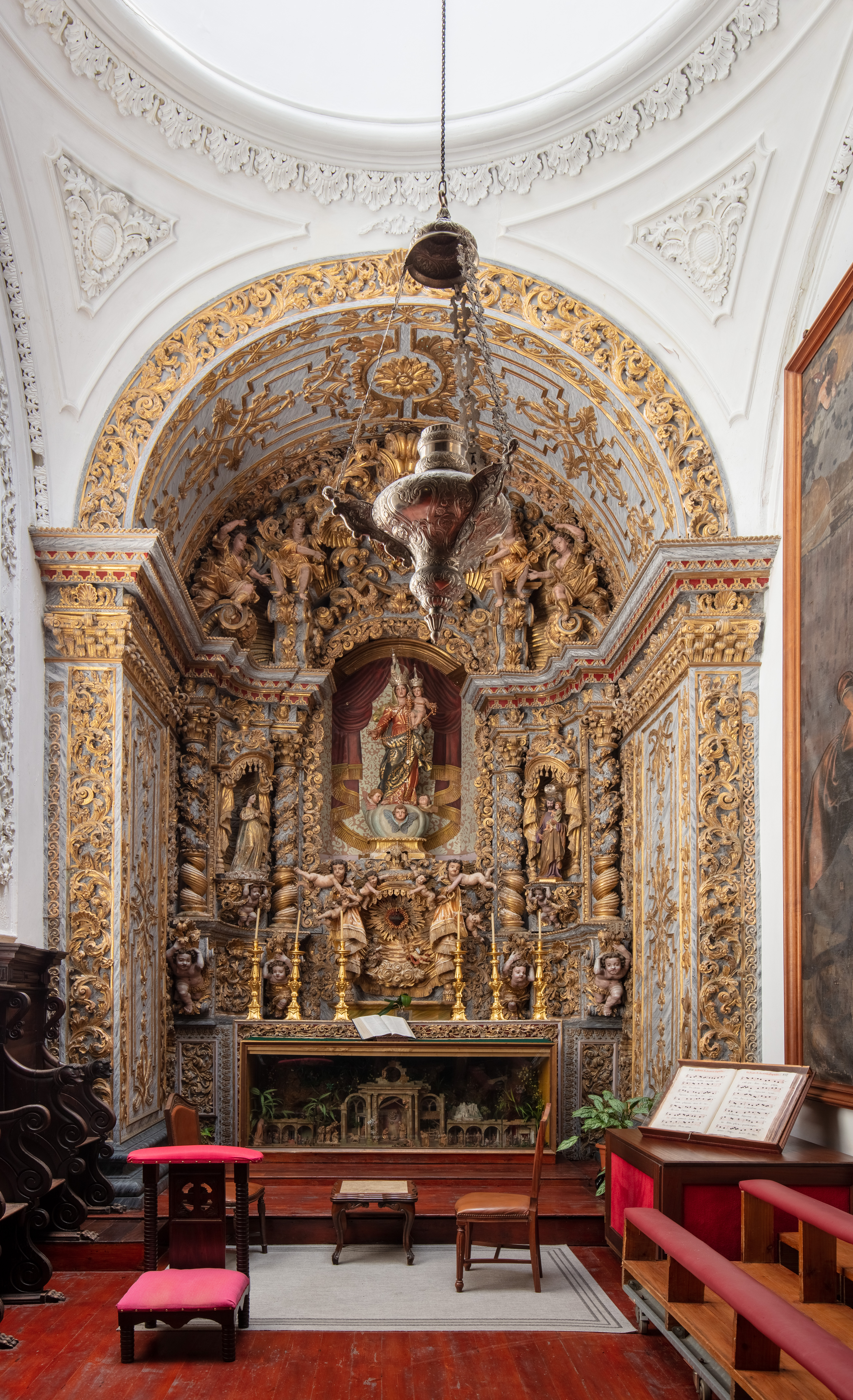
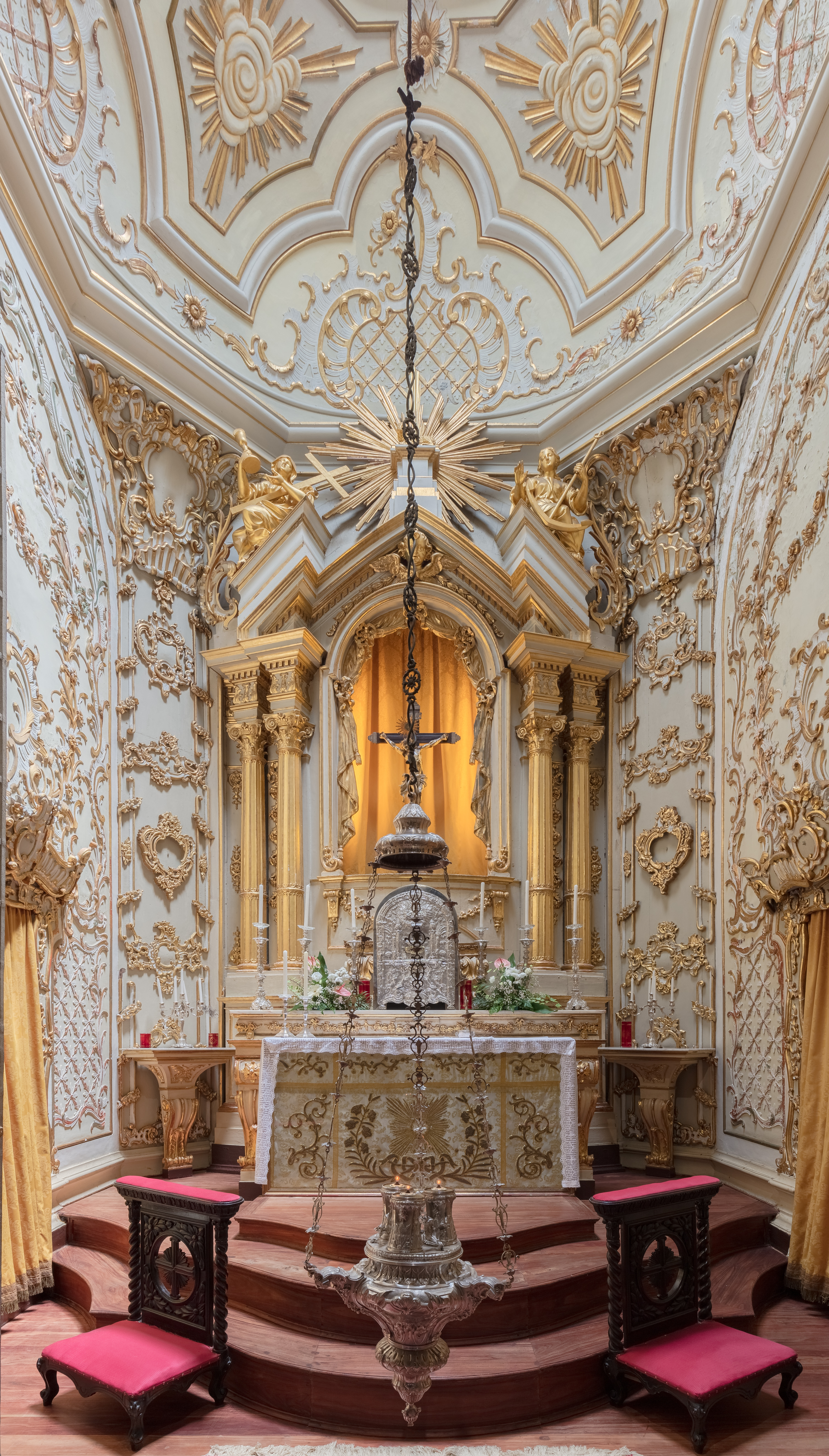
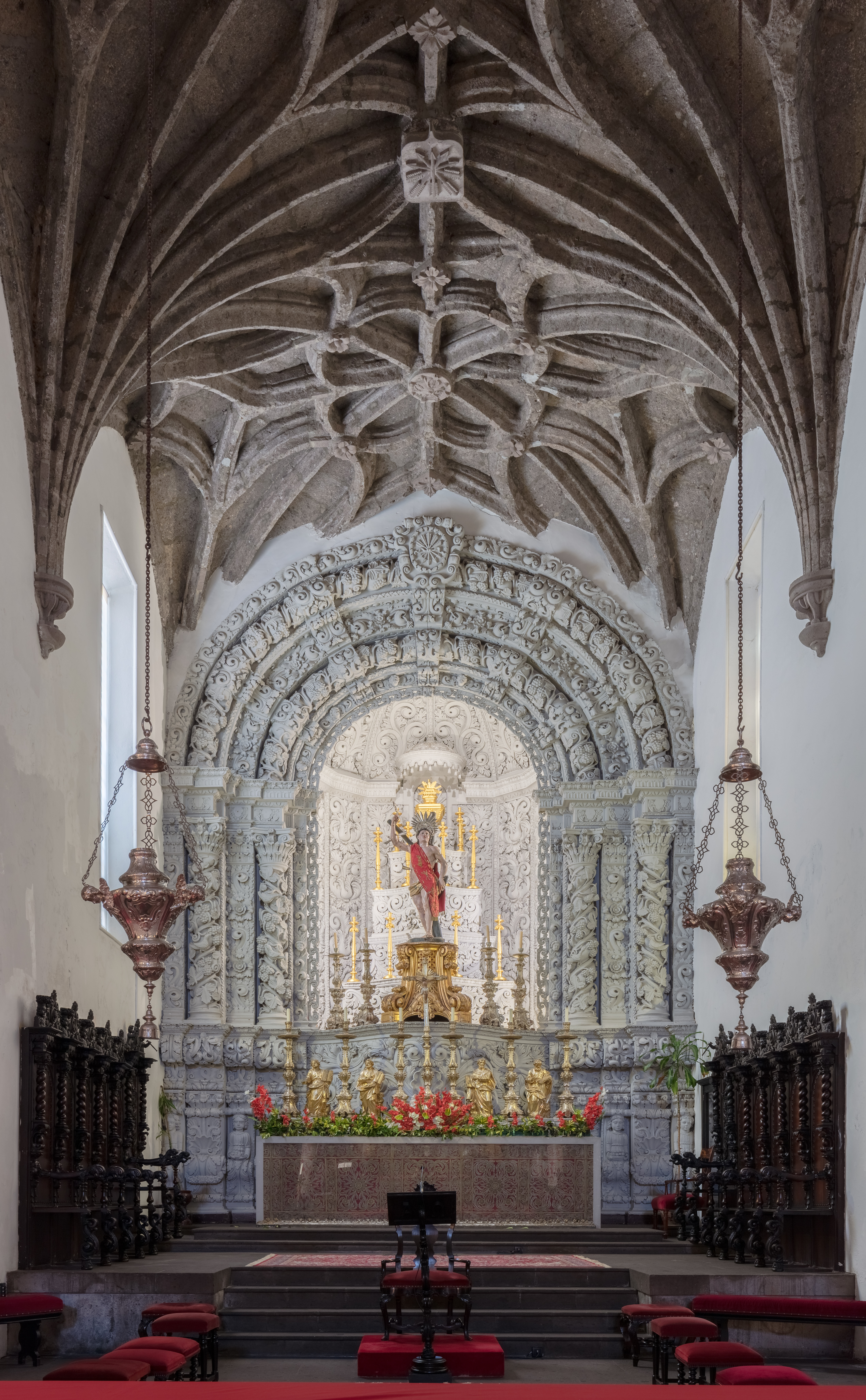
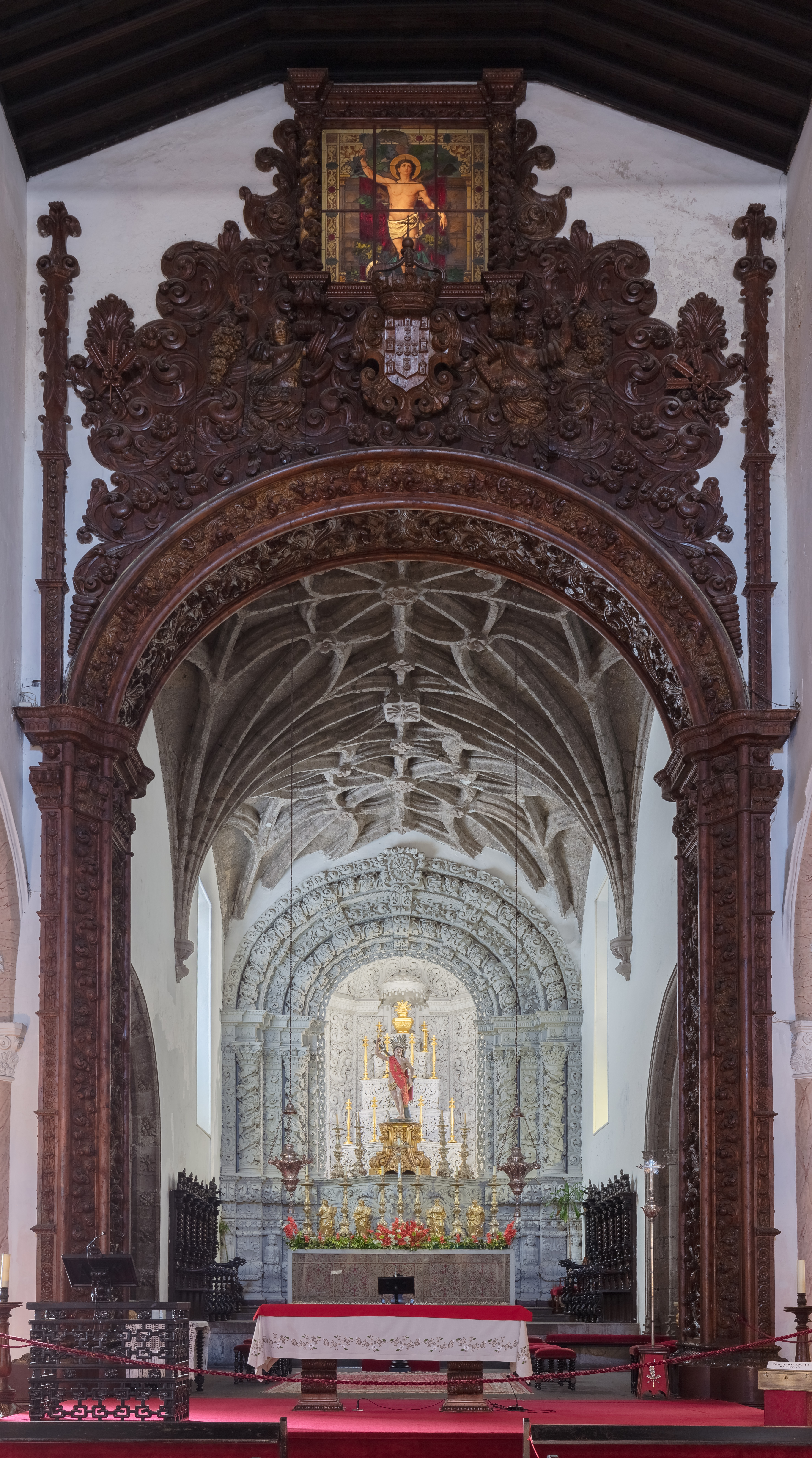
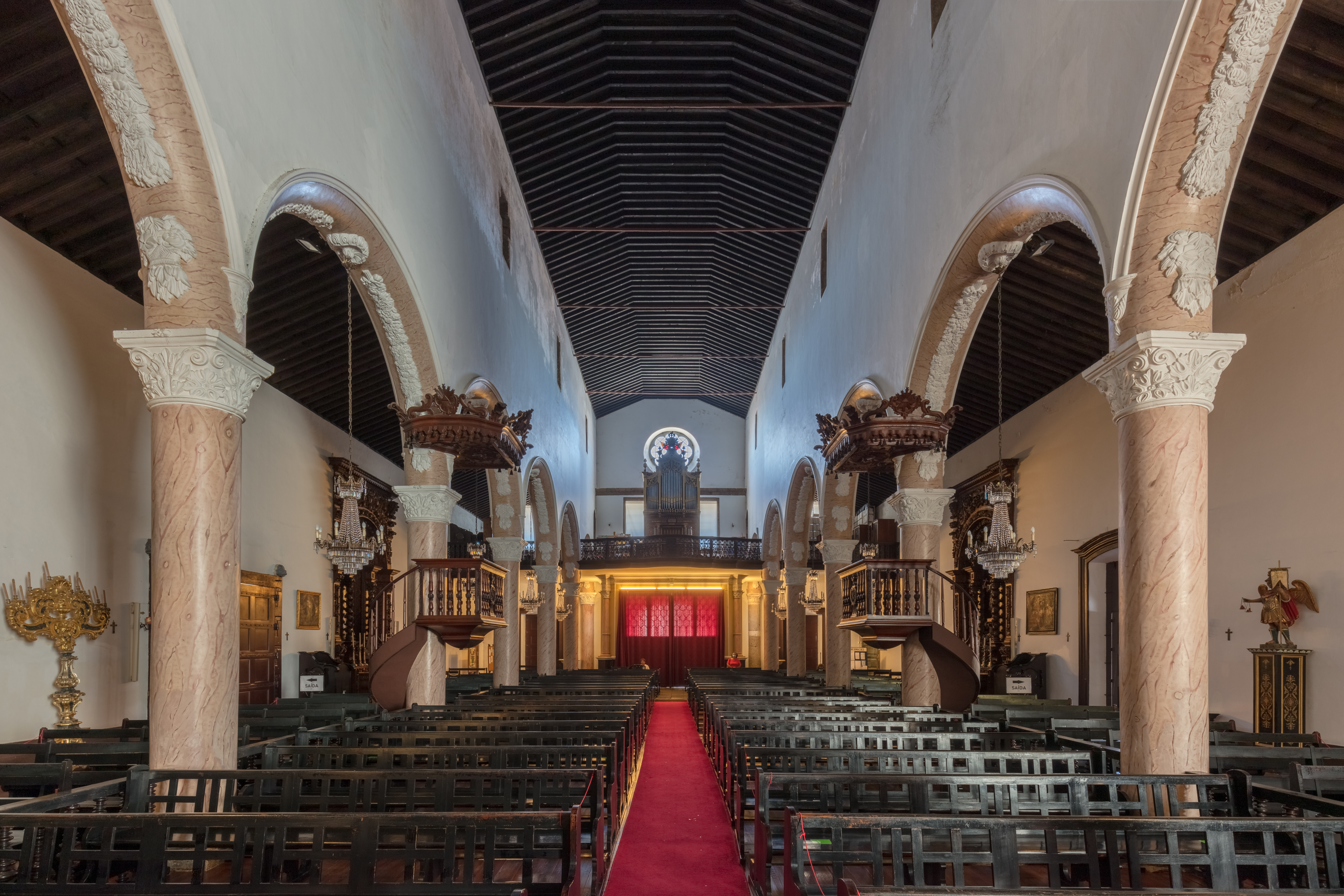
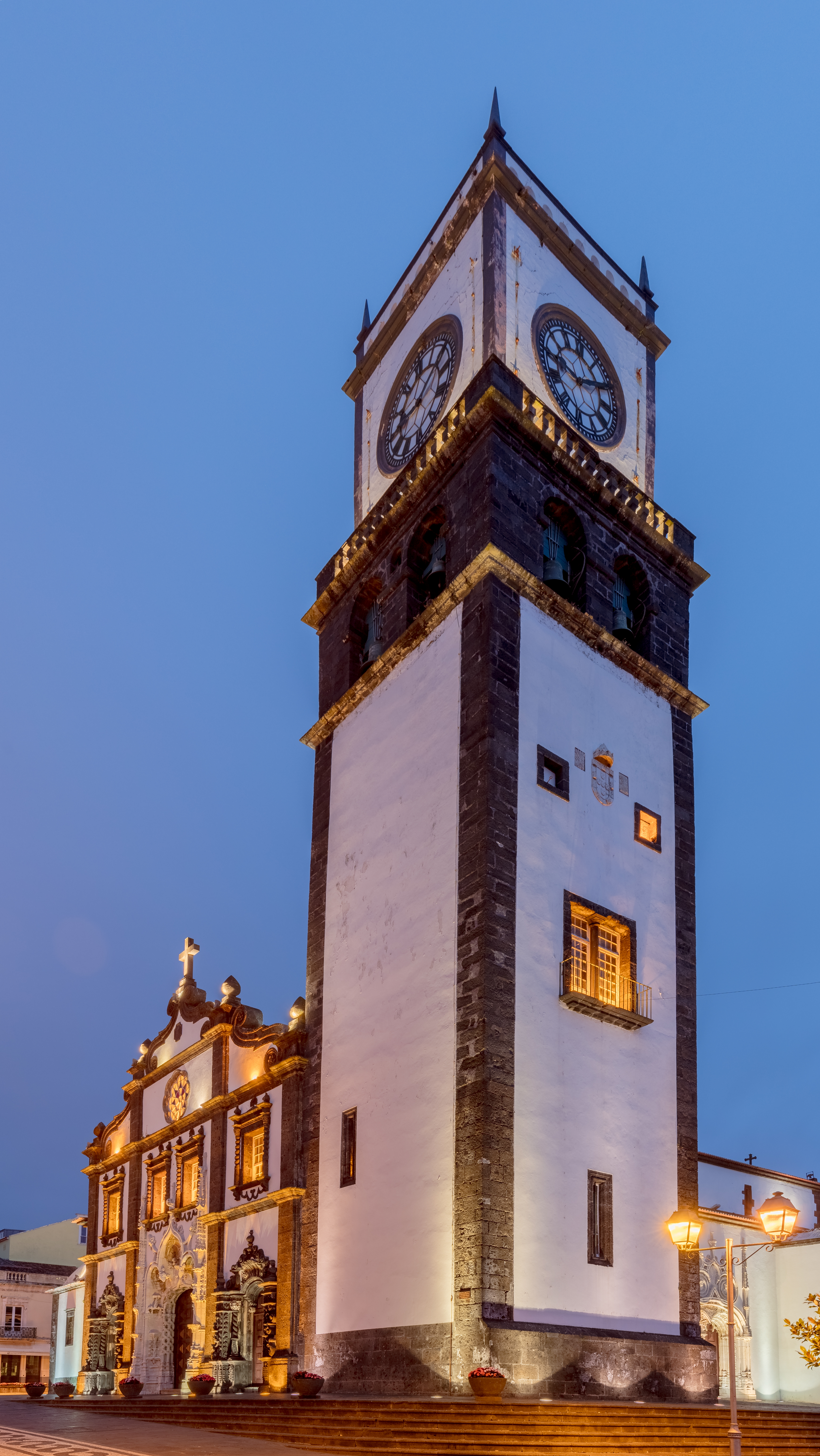
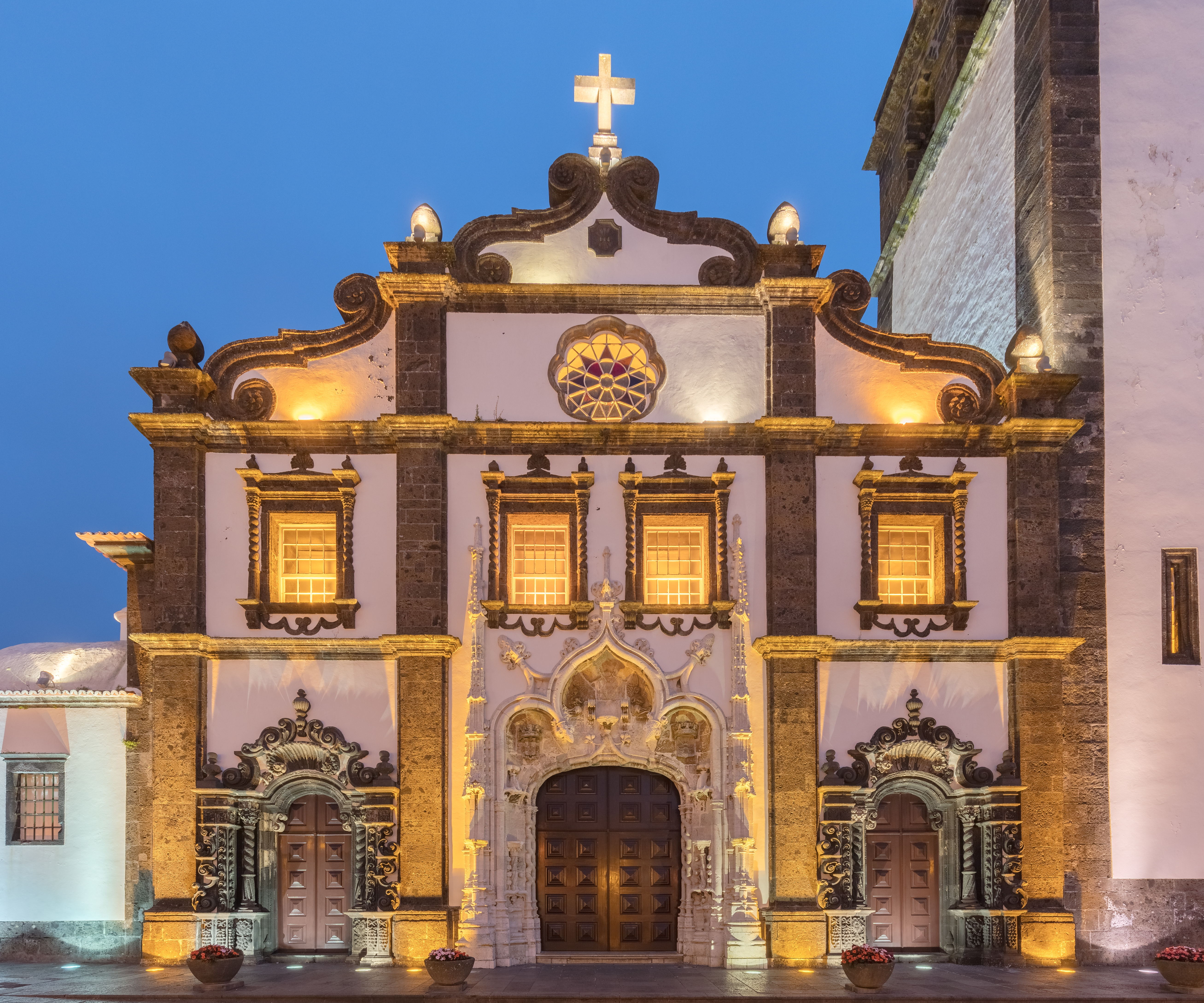

## Source de la traduction
- (pt) Cet article est partiellement ou en totalité issu de l’article de Wikipédia en portugais intitulé « Igreja de São Sebastião (Ponta Delgada) » (voir la liste des auteurs).